# Wilfried Nelissen
Pour les articles homonymes, voir Nelissen.

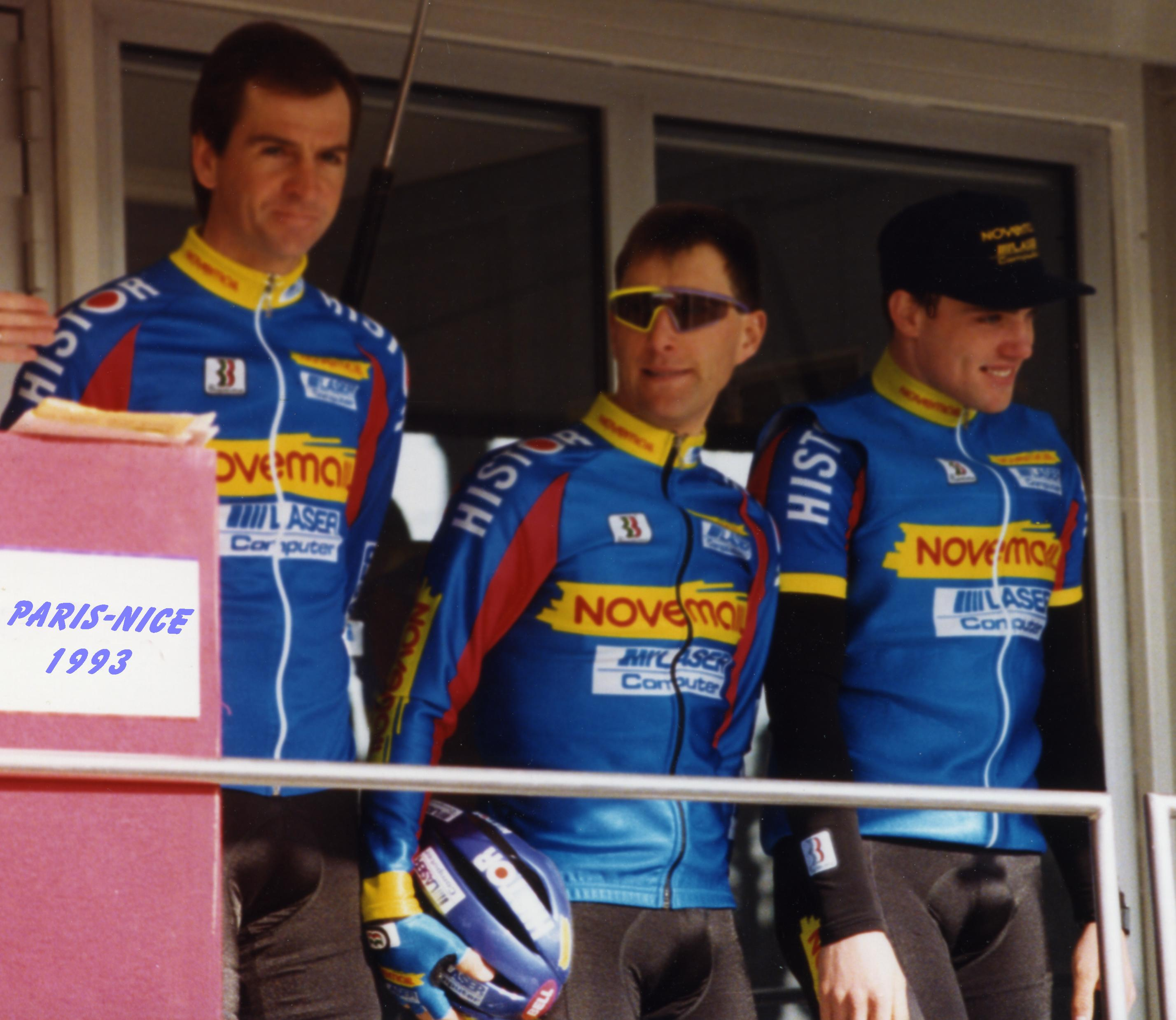
Wilfried Nelissen à droite, lors du Paris-Nice 1993.

Wilfried Nelissen, né le 5 mai 1970 à Tongres, est un coureur cycliste belge. Professionnel de 1991 à 1998, il a gagné quatre fois le titre de champion de Belgique sur route, en 1986 en catégorie débutant, en 1990 en catégorie amateur et en 1994 et en 1995 en catégorie élite. En 1994, il est victime d'une chute sur le Tour de France en percutant un policier qui prenait une photo.

## Biographie

### Premières armes et début de carrière (1991)
Champion de Belgique en catégorie débutant en 1986, puis amateur en 1990, Wilfried Nelissen commence sa carrière professionnelle en 1991 dans l'équipe Weinmann-Eddy Merckx, dirigée par Walter Godefroot et au sein de laquelle il a été stagiaire en 1990.

### Premières grandes victoires (1992-1993)
Insatisfait de l'encadrement de l'équipe, il rompt son contrat en fin d'année et est recruté en 1992 par Walter Planckaert pour l'équipe Panasonic-Sportlife, renommée Novemail-Histor en 1993. Vainqueur du Circuit Het Volk au début de l'année 1993, il remporte en juillet la deuxième étape du Tour de France à Vannes. Il porte le maillot jaune à l'issue de cette étape. Il le perd ensuite lors du contre-la-montre par équipes remporté par l'équipe GB-MG Maglificio à Avranches, et le reprend le lendemain, pour une journée.

### Champion de Belgique (1994-1995)
En 1994, il remporte le Circuit Het Volk, après avoir écarté du bras Djamolidine Abdoujaparov, déclassé ensuite pour sprint irrégulier. Le lendemain, il chute durant la course Kuurne-Bruxelles-Kuurne et se fracture une clavicule. Privé de compétitions pendant plusieurs semaines, il manque notamment la classique Milan-San Remo. En juin, il remporte une première fois le championnat de Belgique sur route à Liedekerke. Lors de l'arrivée de la première étape du Tour de France à Armentières, il percute un policier qui s'est avancé sur la chaussée pour prendre une photo. Il souffre d'un traumatisme crânien et doit abandonner la course, comme Laurent Jalabert et Alexander Gontchenkov qu'il a entraînés dans sa chute.
L'équipe Novemail-Histor disparaît en fin de saison. Nelissen est recruté par l'équipe belge Lotto, en compagnie de son coéquipier Marc Sergeant. Il commence sa saison à l'Étoile de Bessèges, où il remporte trois victoires d'étapes. Il remporte à nouveau le championnat de Belgique, à Geel, en devançant au sprint Tom Steels et Johan Museeuw. Aidé par ses coéquipiers belges de l'équipe Lotto, il bénéficie également du travail de Johan Capiot, son ami et compagnon d'entraînement, et membre de l'équipe italienne Refin. La ligue vélocipédique belge condamne Nelissen et Capiot au paiement d'une amende, et le second est en outre suspendu par son équipe,. Il est de nouveau contraint de quitter le Tour de France dès la cinquième étape, souffrant au genou à la suite d'une chute intervenue la veille lors de l'arrivée d'étape au Havre.

### Fin de carrière (1996-1998)
En avril 1996, lors de Gand-Wevelgem, une chute survenue en heurtant une borne routière lui cause une double fracture tibia-péroné. Il reprend la compétition en juillet 1997, lors d'une kermesse à Saint-Nicolas, avec l'équipe Palmans. En août, il gagne une course de kermesse à Buggenhout. Il ne parvient pas à retrouver un niveau satisfaisant et arrête sa carrière de coureur en 1998, à 28 ans.

### L'après-carrière
Wilfried Nelissen devient vendeur pour le constructeur de machines et véhicules industriels MAN. En 2003, il revient au cyclisme, en exerçant la fonction de directeur sportif de l'équipe espoirs de Palmans-Collstrop. Il a ensuite occupé ce poste en 2005 dans l'équipe continentale Amuzza.com-Davo, devenue Unibet-Davo en 2006, puis en 2007 dans l'équipe continentale Unibet.com, réserve de l'équipe ProTour du même nom.

## Palmarès

### Palmarès amateur
| - 1986 - Champion de Belgique sur route débutants - 1988 - Trophée des Flandres - 3e de l'Omloop der Vlaamse Gewesten - 1989 - 3e du Challenge de Hesbaye | - 1990 - Champion de Belgique sur route amateurs - 7e étape du Grand Prix Guillaume Tell - 4ea étape du Tour du Limbourg amateurs - Zesbergenprijs Harelbeke - Seraing-Aix-Seraing |  |

### Palmarès professionnel
| - 1991 - Tour de l'Oise : - Classement général - 2e étape - Flèche Hesbignonne - 3eb étape du Tour de Luxembourg - 1992 - Paris-Bourges : - Classement général - 2e étape - 3e et 6e étapes du Tour de Suisse - 1re et 3e étapes du Critérium du Dauphiné libéré - 1re étape du Tour des Pays-Bas - 2e étape du Tour d'Andalousie - Circuit Mandel-Lys-Escaut - 1re étape du Tour d'Irlande - Grand Prix de l'Escaut - 4e étape du Tour de France (contre-la-montre par équipes) - 1993 - Circuit Het Volk - 1re, 2e et 4e étapes du Tour des Pays-Bas - 2e étape du Tour d'Andalousie - Le Samyn - 2e étape du Tour de France - 2e du GP Wieler Revue - 3e du Ronde van Midden-Zeeland - 10e de Paris-Roubaix - 1994 - Champion de Belgique sur route - Circuit Het Volk - Grand Prix d'Isbergues - Circuit Mandel-Lys-Escaut - Binche-Tournai-Binche - Flèche de Liedekerke - 1re et 2ea étapes des Quatre Jours de Dunkerque - 1re et 3e étapes de l'Étoile de Bessèges - 2e étape du Tour méditerranéen - 4e étape du Tour des Asturies - 2e du Grand Prix d'ouverture La Marseillaise - 9e de Paris-Tours | - 1995 - Champion de Belgique sur route - 1re et 3e étapes de Paris-Nice - 3e étape des Quatre Jours de Dunkerque - 3ea étape du Tour des Pays-Bas - 2ea étape du Grand Prix du Midi libre - 1re, 3e et 5e étapes de l'Étoile de Bessèges - 1re et 2e étapes du Tour de l'Oise - 1rea, 2e et 4e étapes de la Route du Sud - Gullegem Koerse - 1996 - Clásica de Almería - 2e étape de Paris-Nice - 1re, 2e et 3e étapes de l'Étoile de Bessèges - 1re et 4e étapes du Tour d'Andalousie - 2e de l'Étoile de Bessèges - 3e du Grand Prix E3 |  |

## Résultats sur le Tour de France
4 participations
- 1992 : abandon (10e étape), vainqueur de la 4e étape (contre-la-montre par équipes)
- 1993 : abandon (11e étape), vainqueur de la 2e étape,  maillot jaune pendant 3 jours
- 1994 : non partant à la 2e étape
- 1995 : abandon (5e étape)